# Splendor in the Grass
Splendor in the Grass is een Amerikaanse dramafilm uit 1961 onder regie van Elia Kazan.

## Verhaal
De vader van Bud Stamper is een rijke oliebaron uit Kansas. Hij heeft grote bezwaren tegen de relatie van zijn zoon met Deanie Loomis, een eenvoudige kruideniersdochter.

## Rolverdeling
| Acteur          | Personage     |
| --------------- | ------------- |
| Natalie Wood    | Deanie Loomis |
| Warren Beatty   | Bud Stamper   |
| Pat Hingle      | Ace Stamper   |
| Audrey Christie | Mrs. Loomis   |
| Barbara Loden   | Ginny Stamper |
| Zohra Lampert   | Angelina      |